# Транспорт Маршаллових Островів
Транспорт Маршаллових Островів представлений автомобільним , повітряним , водним (морським) , у населених пунктах та у міжміському сполученні громадський транспорт пасажирських перевезень не розвинений . Площа країни дорівнює 181 км² (217-те місце у світі). Форма території країни — архіпелажна, витягнута з південного сходу на північний захід на 2000 км; розміри центрального атолу (Маджуро) — 40 x 12 км. Географічне положення Маршаллових Островів дозволяє країні контролювати транспортні шляхи в східній частині акваторії Тихого океану між Південно-Східною Азією та Північною Америкою.

## Автомобільний
Загальна довжина автошляхів у Маршаллових Островах, станом на 2007 рік, дорівнює 2 028 км, з яких лише 75 км з твердим покриттям (176-те місце у світі).

## Повітряний
У країні, станом на 2013 рік, діє 15 аеропортів (146-те місце у світі), з них 4 із твердим покриттям злітно-посадкових смуг і 11 із ґрунтовим. Аеропорти країни за довжиною злітно-посадкових смуг розподіляються наступним чином (у дужках окремо кількість без твердого покриття):<a/>4 (0);
- від 8 тис. до 5 тис. футів (2437—1524 м) — 3 (0);
- від 5 тис. до 3 тис. футів (1523—914 м) — 1 (10);
- коротші за 3 тис. футів (<914 м) — 0 (1)[1].

У країні, станом на 2015 рік, зареєстроване 1 авіапідприємство, яке оперує 1 повітряним судном. За 2015 рік загальний пасажирообіг на внутрішніх і міжнародних рейсах становив 86,87 тис. осіб. 2015 року повітряним транспортом перевезення вантажів, окрім багажу пасажирів, не здійснювалось.
Маршаллові Острови є членом Міжнародної організації цивільної авіації (ICAO). Згідно зі статтею 20 Чиказької конвенції про міжнародну цивільну авіацію 1944 року, Міжнародна організація цивільної авіації для повітряних суден країни, станом на 2016 рік, закріпила реєстраційний префікс — V7, заснований на радіопозивних, виділених Міжнародним союзом електрозв'язку (ITU). Аеропорти Маршаллових Островів мають літерний код ІКАО, що починається з — PK.

## Водний

### Морський
Головні морські порти країни: Енівенток, Кваджалейн, Маджуро.
Морський торговий флот країни, станом на 2010 рік, складався з 1593 морських суден з тоннажем більшим за 1 тис. реєстрових тонн (GRT) кожне (7-ме місце у світі), з яких: ліхтеровозів — 1, балкерів — 524, суховантажів — 65, інших вантажних суден — 1, танкерів для хімічної продукції — 351, контейнеровозів — 226, газовозів — 88, пасажирських суден — 7, вантажно-пасажирських суден — 1, нафтових танкерів — 297, рефрижераторів — 13, ролкерів — 9, автовозів — 10.
Станом на 2010 рік, кількість морських торгових суден, що ходять під прапором країни, але є власністю інших держав — 1465 (Бельгії — 1, Бермудських Островів — 35, Бразилії — 1, Канади — 8, Китайської Народної Республіки — 14, Хорватії — 12, Кіпру — 40, Данії — 7, Єгипту — 1, Франції — 7, Німеччини — 248, Греції — 408, Гонконгу — 3, Індії — 10, Індонезії — 1, Іраку — 2, Ірландії — 6, Італії — 1, Японії — 59, Джерсі — 11, Кувейту — 2, Латвії — 19, Малайзії — 11, Мексики — 2, Монако — 30, Нідерландів — 21, Норвегії — 75, Пакистану — 1, Катару — 29, Румунії — 2, Російської Федерації — 5, Сінгапуру — 30, Словенії — 6, Південної Кореї — 41, Швеції — 1, Швейцарії — 12, Тайваню — 8, Туреччини — 70, Об'єднаних Арабських Еміратів — 12, Великої Британії — 12, України — 1, Сполучених Штатів Америки — 200).

## Державне управління
Держава здійснює управління транспортною інфраструктурою країни через міністерство транспорту і зв'язку. Станом на 20 липня 2016 року міністерство в уряді Аменти Меттью очолював Майк Галферті.

### Українською
- Атлас. 10-11 клас. Економічна і соціальна географія світу / упорядники :  О. Я. Скуратович, Н. І. Чанцева. — К. : ДНВП «Картографія», 2010. — ISBN 978-966-475-639-3.
- Атлас світу / голов. ред. І. С. Руденко ; зав. ред. В. В. Радченко ; відп. ред. О. В. Вакуленко. — К. : ДНВП «Картографія», 2005. — 336 с. — ISBN 9666315467.
- Безуглий В. В. Економічна і соціальна географія зарубіжних країн : Навчальний посібник. — К. : ВЦ «Академія», 2007. — 704 с. — ISBN 978-966-580-239-6.
- Безуглий В. В., Козинець С. В. Регіональна економічна і соціальна географія світу : Навчальний посібник. — видання 2-ге, доп., перероб. — К. : ВЦ «Академія», 2007. — 688 с. — ISBN 966-580-144-9.
- Головченко В., Кравчук О. Країнознавство: Азія, Африка, Латинська Америка, Австралія і Океанія. — К., 2006. — 335 с. — ISBN 966-8939-04-2.
- Дахно І. І. Країни світу: Енциклопедичний довідник / І. І. Дахно, С. М. Тимофієв. — К. : Мапа, 2011. — 606 с. — (Бібліотека нового українця) — ISBN 978-966-8804-23-6.
- Дахно І. І. Економічна географія зарубіжних країн : навчальний посібник. — К. : Центр учбової літератури, 2014. — 319 с. — ISBN 978-611-01-0682-5.
- Дорошенко В. І. Географія транспорту : Навчальний посібник / В. І. Дорошенко, К. Д. Діденко. — К. : Київський нац. ун-т ім. Т. Шевченка, 2010. — 183 с. — ISBN 978-966-439-329-1.
- Дубович І. А. Країнознавчий словник-довідник. — 5-те вид., перероб. і доп. — К. : Знання, 2008. — 839 с. — ISBN 978-966-346-330-8.
- Книш М. М., Мамчур О. І. Регіональна економічна і соціальна географія світу (Латинська Америка та Карибські країни, Африка, Азія, Океанія) : навч. посіб. — Л. : ЛНУ ім. Івана Франка, 2013. — 368 с. — ISBN 978-617-10-0007-0.
- Економічна і соціальна географія країн світу : Навчальний посібник / За ред. С. П. Кузика. — Л. : Світ, 2002. — 672 с. — ISBN 966-603-178-7.
- Зарубіжна транспортна географія : навчальний посібник / уклад. : Петрашевський О. Л. и др. — К. : Національний транспортний університет, 2015. — 95 с. — ISBN 978-966-632-227-5.
- Юрківський В. М. Регіональна економічна і соціальна географія. Зарубіжні країни : Підручник. — К. : Либідь, 2001. — 416 с. — ISBN 966-06-0092-5.

### Англійською
- (англ.) Modern Transport Geography / Hoyle, B. and R. Knowles (eds). — Second Edition,. — London : Wiley, 1998.
- (англ.) Rodrigue, J-P. The Geography of Transport Systems. — Fourth Edition. — N. Y. : Routledge, 2017. — 440 с. — ISBN 978-1138669574.
- (англ.) Taaffe E. J., Gauthier H. L. and O'Kelly M. E. Geography of transportation. — Second Edition. — N. Y. : Prentice Hall, 1996. — ISBN 0-13-368572-1.
- (англ.) Black, W. Transportation: A Geographical Analysis. — N. Y. : Guilford, 2003.

### Російською
- (рос.) Максаковский В. П. Географическая картина мира. Книга I: Общая характеристика мира. — М. : Дрофа, 2008. — 495 с. — ISBN 978-5-358-05275-8.
- (рос.) Максаковский В. П. Географическая картина мира. Книга II: Региональная характеристика мира. — М. : Дрофа, 2009. — 480 с. — ISBN 978-5-358-06280-1.
- (рос.) Физико-географический атлас мира. — М. : Академия наук СССР и главное управление геодезии и картографии ГГК СССР, 1964. — 298 с.
- (рос.) Шаповал Н. С. Транспортная география и транспортные системы мира : учебное пособие. — К. : Центр учбової літератури, 2006. — 188 с. — ISBN 000-0000-00-4.
- (рос.) Экономическая, социальная и политическая география мира. Регионы и страны / под ред. С. Б. Лаврова, Н. В. Каледина. — М. : Гардарики, 2002. — 928 с. — ISBN 5-8297-0039-5.
- (рос.) Энциклопедия стран мира / глав. ред. Н. А. Симония. — М. : НПО «Экономика» РАН, отделение общественных наук, 2004. — 1319 с. — ISBN 5-282-02318-0.